# 広川広四郎
広川 広四郎（ひろかわ こうしろう、旧字体：廣川 廣四郎、1864年10月13日〈元治元年9月13日〉 - 1896年〈明治29年〉10月22日）は、明治期の日本の鉄道技術者、自由民権運動家。
仙石貢らとともに東京市街高架鉄道（現在の山手線および京浜東北線の上野駅・浜松町駅間の高架線区間）および中央停車場（現在の東京駅）の計画、設計をおこなった。広川は計画設計作業従事中に倒れ、32歳で死去した。

## 経歴
越後国三島郡飯塚村（現在の新潟県長岡市飯塚）に、広川甚左衛門とちやの次男として生まれる。父は小さい頃に死別し、母のもとで育てられる。1878年（明治11年）、長岡学校（現在の新潟県立長岡高等学校）に入学した。1882年（明治15年）3月に長岡学校を卒業し、同年築地大学校に入学する。翌年、工部大学校に入学した。1889年（明治22年）工部大学校大学院に進み、1889年（明治22年）8月から2年間九州鉄道の嘱託となる。長岡学校から大学院まで、成績は常に主席であったという。
1892年（明治25年）7月に鉄道庁の線路取調委員となり、以後、1893年（明治26年）11月に逓信省鉄道技師、1895年（明治28年）3月逓信技師を兼ね、「内ニ在テハ鉄道ニ関スル諸般ノ調査ニ従事シ外ニ出テヽハ線路ノ監査踏査、測量等ニ従事シ東奔西走虚日ナシ」と同窓会機関誌に記される鉄道技師として活動した。

### 上野駅と浜松町駅間の高架鉄道計画
1876年（明治9年）、イギリスの鉄道技師リチャード・ボイルが東京の鉄道整備計画の報告書を作成したものの、上野から新橋の間は家屋が密集しており、東京の北側のターミナルである上野駅と南側のターミナルである新橋駅との接続は計画が立たないままであった。
ドイツ・ベルリンの鉄道整備計画を経験したドイツ人技術者ヘルマン・ルムシュッテルが九州鉄道の計画で来日していたことから、上野と新橋の間の東京市街地の鉄道の高架化と頭端式のターミナルをベルリンの中央駅（フランクフルト駅・現東駅）を範とした「中央停車場」計画を立案することになり、鉄道局は仙石貢を指名するが、仙石は他の計画に多忙であり、広川が概略の計画を行うこととなったという。
当初の計画は成案とはならず、その後にドイツ人鉄道技師フランツ・バルツァーが来日し、計画を立案し成案となった。広川はこの途上で急病に倒れ、死去した。

### 自由民権運動家として
1878年（明治11年）6月、長岡学校に入学した広川は自由民権運動に接近し、多感な青年期を送ることになる。当時長岡学校では、教頭城泉太郎がミルの自由論やスペンサーの代議政体論を教えており、西欧の進んだ学問を間近に学ぶことができた。また1881年（明治14年）には、和同会（長岡学校内の生徒会、演説組織）で交詢社の「私擬憲法案」が討論の議題になったりした。広四郎自身も、北越新聞の草間時福の演説会や馬場辰猪の演説会（1881年（明治14年）に新潟を遊説）に出席したり、また『愛国新誌』を精読し「日誌」に重要な箇所を書き留めたりした。

## 記念碑
広川が死去した翌年、飯塚村を見下ろす枡形城跡に「広川学士之碑」が同級生らによって建立された。
また東京帝国大学図書館（現・東京大学総合図書館）には友人代表(総代)として中山秀三郎から広川の鉄道土木に関する蔵書が寄贈されている。